# Conflits entre Ottomans et Portugais (1538–1559)
Les conflits ottomans-portugais de 1538 à 1559 sont une série de batailles militaires entre l'Empire portugais, le Royaume d'Ormuz et l'Empire éthiopien d'une part et l'Empire ottoman et le sultanat d'Adal d'autre part. Ces conflits eurent lieu dans l'océan Indien, dans le golfe Persique, dans la mer Rouge et en Afrique de l'Est .

## Contexte
Cette guerre s'est déroulée dans le prolongement de la guerre entre l'Empire éthiopien et le sultanat d'Adal. L'Éthiopie avait été envahie en 1529 par l'imam somalien Ahmed Gragn. L'aide portugaise, qui avait alors été demandée pour la première fois par l'empereur Lebna Dengel en 1520 pour aider à vaincre le sultanat d'Adal quand il était encore faible, est finalement arrivée à Mitsiwa le 10 février 1541, sous le règne de l'empereur Galawdewos. La force armée était dirigée par Cristiavoã da Gamar (deuxième fils de Vasco da Gama). Elle comprenait 450 mousquetaires, plusieurs canons de campagne à chargement par la culasse et un peu de cavalerie portugaise. Les portugais comptaient également dans leurs rangs un certain nombre d'artisans et d'autres non-combattants.

## Le commencement de la guerre
Les hostilités entre le Portugal et l'Empire ottoman commencèrent en 1538. A cette date, les Ottomans, avec environ 80 navires, aidèrent le Sultanat du Gujarat à assiéger Diu, colonie portugaise qui avait été effectivement établie en 1535. La flotte ottomane était dirigée par le gouverneur d'Égypte Suleiman Ier Suleiman Pacha. L'attaque fut un échec et le siège fut levé.
Les Portugais, sous le commandement d'Estêvão da Gama (premier fils de Vasco da Gama) organisèrent une expédition pour anéantir la flotte ottomane à Suez, quittant pour cela Goa le 31 décembre 1540 et atteignant Aden le 27 janvier 1541. La flotte rejoignit Massawa le 12 février, où Gama avait laissé un certain nombre de navires, puis la flotte progressa vers le nord. Les portugais pillèrent le port ottoman de Suakin. Atteignant Suez, les portugais découvrirent que les Ottomans étaient depuis longtemps informés de leur raid et déjouèrent la tentative portugaise de brûler les navires à quai. Gama fut contraint de rebrousser chemin vers Massawa, bien qu'il fit un arrêt pour attaquer le port d' El-Tor dans la péninsule du Sinaï.

### Campagne éthiopienne
À Massawa, le gouverneur Estêvão de Gama répondit à un appel du Bahr Negus pour assister l'Empire chrétien éthiopien contre l'invasion des forces du Sultanat d'Adal. Un corps expéditionnaire de 400 hommes fut laissé sur place, commandé par le frère des gouverneurs, Cristóvão da Gama. En février 1542, les Portugais réussirent à capturer un important bastion du sultanat après la bataille de Baçente. Les Portugais furent de nouveau victorieux à la bataille de Jarte, tuant la quasi-totalité du contingent turc. Gragn demanda alors l'aide du gouverneur ottoman du Yémen à Aden. Ce dernier envoya 2000 mousquetaires arabes, 900 piquiers turcs, 1000 mousquetaires turcs, quelques fantassins Shqiptar (avec des mousquets) ainsi que des cavaliers turcs[réf. nécessaire]. Dans la Bataille de Wofla, les forces Somaliennes et Turques l'emportèrent sur les Portugais. Gama fut capturé et tué par Gragn lui-même après avoir refusé de se convertir à l'Islam[réf. nécessaire].
Gelawdewos eut finalement l'occasion de réorganiser ses forces et de combattre les envahisseurs restants. Il vainquit Gragn (qui y perdit la vie) lors de la bataille de Wayna Daga. Cette bataille marqua la fin de la guerre éthiopienne-adalite, bien que des conflits reprirent peu de temps après à plus petite échelle.

### Campagnes dans le golfe Persique
Plusieurs batailles navales se déroulèrent de part et d'autre dans l'océan Indien. En 1547, l'amiral Piri Reis prit le commandement de la flotte ottomane-égyptienne dans l'océan Indien et reprit Aden le 26 février 1548. Il pilla Mascate en 1552. Naviguant plus à l'est, Piri Reis échoua à capturer Ormuz, à l'entrée du golfe Persique. À la suite de ces événements, les Portugais envoyèrent des renforts à Ormuz, et l'année suivante l'emportèrent sur une flotte ottomane dans le détroit d'Ormuz.
En 1554, les Portugais remportèrent une bataille décisive sur une flotte ottomane dirigée par Seydi Ali Reis lors d'une bataille dans le golfe d'Oman. En 1557, les Ottomans capturèrent le port de Massawa dans la province de Habesh. En 1559, les Ottomans assiégèrent Bahreïn, qui avait été conquise par les Portugais en 1521 et gouverné indirectement depuis cette date, mais les forces dirigées par le gouverneur d'Al-Hasa furent repoussées. Après ces événements, les Portugais contrôlaient efficacement l'intégralité du trafic naval dans le golfe Persique. Simultanément, les portugais attaquaient la ville côtière ottomane d'Al-Katif (en 1559).

## Conséquences
Incapables de vaincre de façon décisive les Portugais ou de menacer leur présence dans la région, les Ottomans se sont abstenus de toute autre action notable à leur encontre dans les années qui suivirent. Ils agirent plutôt indirectement en apportant un soutien aux ennemis des portugais, tel que le Sultanat d'Aceh. Les Portugais, de leur côté, renforcèrent leurs liens commerciaux et diplomatiques avec la Perse safavide, ennemie de l'Empire ottoman. Une trêve tendue se mit progressivement en place, durant laquelle les Ottomans purent contrôler les routes terrestres vers l'Europe. Ils eurent également la possibilité de conserver Bassorah, que les Portugais convoitaient. Les Portugais purent de leur côté dominer le commerce maritime vers l'Inde et l'Afrique de l'Est. Les Ottomans transférèrent alors leur attention sur la Mer Rouge, autour de laquelle ils avaient précédemment étendu leur empire via l'acquisition de l'Égypte en 1517 et d'Aden en 1538.

## Voir également
- Histoire du Portugal
- Royaume d'Ormuz
- Expéditions navales ottomanes dans l'océan Indien

## Remarques
1. ↑  Holt, Lambton, Lewis, p. 332
2. ↑  Larsen 1983, p. 68.
3. ↑  (en) Nelida Fuccaro, Histories of City and State in the Persian Gulf : Manama Since 1800, Cambridge/New York, Cambridge University Press, 2009, 60 p. (ISBN 978-0-521-51435-4, lire en ligne)
4. ↑  İnalcık et Quataert 1994, p. 337.
5. ↑  Dumper et Stanley 2007, p. 74.
6. ↑  Shillington 2013, p. 954.

## Traduction
- (en) Cet article est partiellement ou en totalité issu de l’article de Wikipédia en anglais intitulé « Ottoman–Portuguese conflicts (1538–1559) » (voir la liste des auteurs).